# Parroquia de la Santa Cruz
La Parroquia de la Santa Cruz es un templo religioso del culto católico del Barrio El Alto de la ciudad de Puebla de Zaragoza. Ubicada entre las calles 12 Norte y 16 Oriente, su fiesta patronal es el 3 de mayo

## Historia
La parroquia fue comenzada a finales del siglo XVII, en 1693. Fue mandada construir por el obispo, Manuel Fernández de Santa Cruz, quien también colocó la primera piedra, porque la Parroquia de San José ya no tenía la suficiente capacidad para realizar los sacramentos de la zona de barrios indígenas en Puebla.
El templo fue consagrado en 1714. La parroquia se creó como un desprendimiento de la Parroquia de San José, y como estaba consagrada a la Santa Cruz, le correspondía al gremio de los albañiles. Fue dispuesta entre dos ríos, el de Xonaca y el de San Francisco. En el siglo XVIII, las parroquias tenían un papel preponderante, pues eran el centro de los barrios. La Parroquia de la Santa Cruz era la quinta jurisdicción parroquial de Puebla, y tenía un índice poblacional bajo, de alrededor del 5%; siendo casi en su mayoría indígena. Abarcaba los barrios de Xonaca, Xonacatepec, San Juan del Río, el Alto y el rancho de Amalucan.

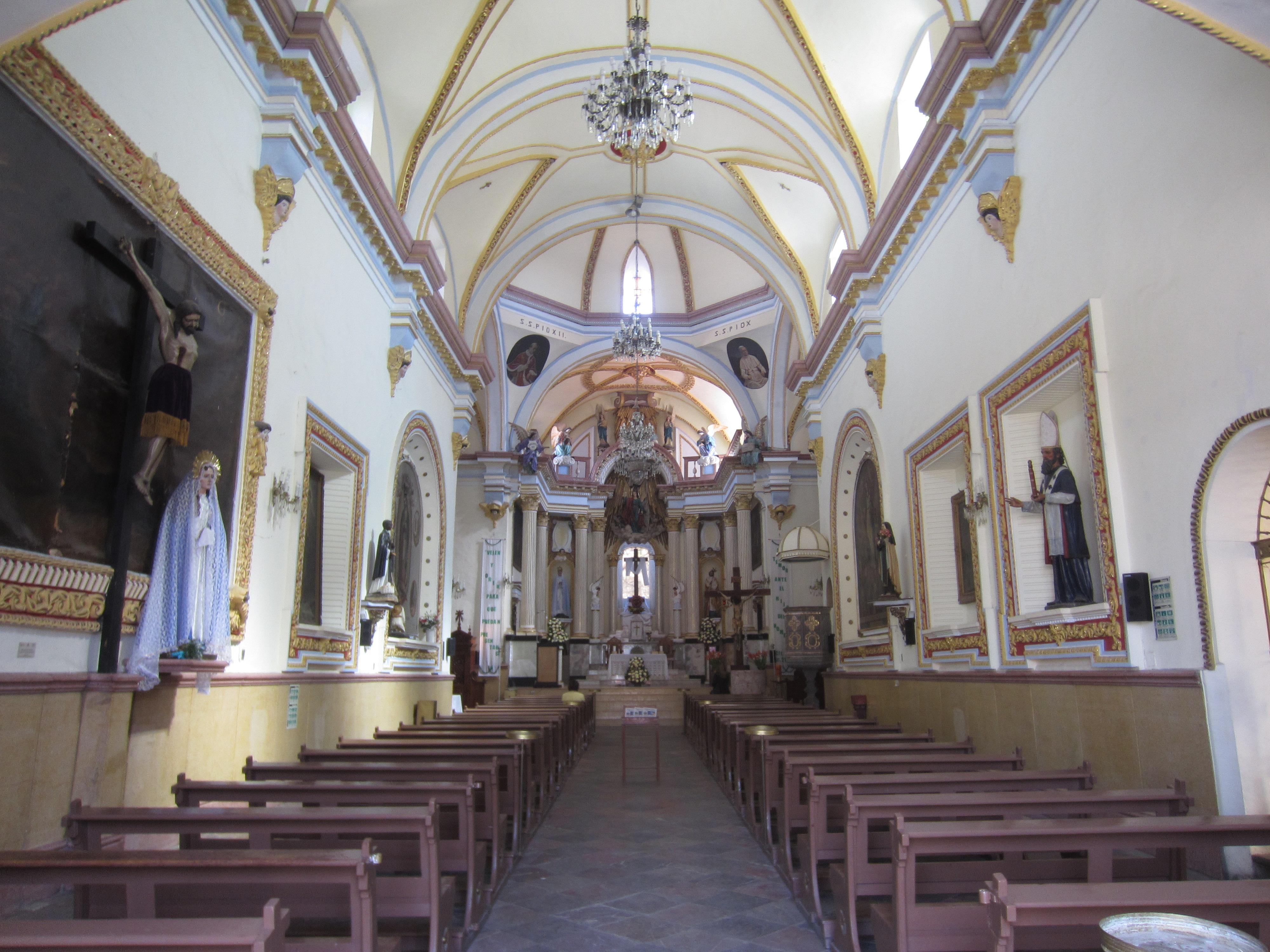
Interior de la Parroquia de la Santa Cruz.

## Estilo arquitectónico
La fachada posee un estilo mixto, con adornos del barroco estípite, así como también elementos neoclásicos. Las torres fueron construidas en el siglo XIX.
El templo tiene dos torres con cupulines recubiertos de azulejos en color amarillo y azul, haciéndolo muy vistoso. En el interior, tiene un sotocoro en el primer tramo; la bóveda está sostenida por ménsulas de piedra.
Resaltan sus campanarios que son de un solo cuerpo y datan de 1744, aunque la última sección fue agregada en el siglo XX.
Al lado del templo principal, está la capilla dedicada a Santa Elena. Tiene un portón de arco de medio punto así como una escultura dedicada a Santa Elena.
El atrio fue creado a principios del siglo XX, posee aberturas rectangulares simulando una balaustrada. Alrededor de 1906 se hizo la portada en forma de arco de triunfo, con cuatro estructuras y una cruz que la remata.
En el interior del cubo de la torre y del lado derecho, existe una capilla muy pequeña dedicada al Justo Juez, representado en una escultura del siglo XIX.
Una capilla se ubica del lado derecho del templo, con aspecto liso y una pequeña ventana octogonal con una espadaña en la parte superior; se entra a esta capilla por un pequeño atrio o patio delimitado por una barda con reja, sostenida por un marco de piedra con arco de medio punto y una cruz de remate de este elemento. La capilla es de una nave y está dividida en tres tramos; todos están divididos por arcos que apoyan en ménsulas, con decoración barroca y con ángeles atlantes. Unas molduras adornan toda la capilla; en las pechinas, bajo la cúpula, están representados en relieve los ángeles.

## Patrimonio artístico e histórico
En el interior hay pinturas que aluden a la virgen María, una de las cuales, que representa a la Virgen de Guadalupe, muestran en óvalos que la circundan, las cuatro apariciones. También hay una advocación de Nuestra Señora de la Luz, que es una pieza que trajeron los jesuitas al territorio novohispano.
En una de las capillas laterales del templo, se resguarda un lienzo anónimo del Juicio final creado en el siglo XVII. La pieza es de gran formato, 4,5 x 6 m y posee una iconografía compleja.
En el templo se resguarda un Lignum Crucis o reliquia de la cruz.
Finalmente hay dos esculturas, una del Niño Jesús y otra de San José, ambas obras del siglo XIX.